# بخش بیلن
بخش بیلن (به اسپانیایی: Departamento Belén) یک منطقهٔ مسکونی در آرژانتین است که در استان کاتامارکا واقع شده‌است. بخش بیلن ۱۲٬۹۴۵ کیلومتر مربع مساحت و ۱۲٬۲۵۲ نفر جمعیت دارد.